# Taranto Open 1988
Il Taranto Open 1988 è stato un torneo di tennis giocato sulla terra rossa. È stata la 2ª edizione del torneo, che fa parte della categoria Tier V nell'ambito del WTA Tour 1988. Si è giocato a Taranto in Italia, dal 26 aprile al 1º maggio 1988.

## Campionesse

### Singolare
Helen Kelesi ha battuto in finale  Laura Garrone con il punteggio di 6–1, 6–0

### Doppio
Andrea Betzner /  Claudia Porwik hanno battuto in finale  Laura Garrone /  Helen Kelesi con il punteggio di 6–1, 6–2